# Trélon
Trélon – miejscowość i gmina we Francji, w regionie Hauts-de-France, w departamencie Nord.
Według danych na rok 1990 gminę zamieszkiwały 2923 osoby, a gęstość zaludnienia wynosiła 75 osób/km² (wśród 1549 gmin regionu Nord-Pas-de-Calais Trélon plasuje się na 291. miejscu pod względem liczby ludności, natomiast pod względem powierzchni na miejscu 4.).